# Вајо Скенџић
Василије Вајо Скенџић (Шкаре, код Оточца, 1921 — Загреб, 18. април 2001) био је учесник Народноослободилачке борбе и друштвено-политички радник СР Хрватске

## Биографија
Рођен у Оточцу 1921. године, Вајо је студирао на Високој техничкој школи у Загребу и ту стекао звање дипломираног машинског инженњера. На самом почетку рата 1941. године, прикључио се СКЈ и НОБ. Био је један од организатора устанка у свом крају, секретар Среског комитета СКОЈ и члан Среског комитета партије, а затим био члан и секретар Окружног комитета КПХ за Лику. Једно време био је и председник Окружног одбора за Лику. После ослобођења обављао је одговорне дужности у Извршном већу Сабора НРХ и ЦК СКХ. У синдикатима, најпре је био председник Синдиката радника индустрије и рударства Југославије, а од петог конгреса ССЈ генерални секретар и касније потпредседник Централног већа Савеза синдиката Југославије. После тога био је председник управног одбора Фонда федерације за кредитирање привредног развоја недовољно развијених република и крајева. На осмом конгресу биран је за члана ЦК СКЈ.
Носилац је Партизанске споменице 1941. и више других одликовања.